# 基督教經濟與社會黨
基督教經濟與社會黨（匈牙利語：Keresztény Gazdasági és Szociális Párt；簡稱KGSZP）是戰間期匈牙利的一個基督教社會主義政黨。
该党成立於1930年左右，由多個政黨合併而成。1932年議會选举，该党赢得32个席位，成为國會第二大黨。1935年國會选举，该党仅赢得14个席位，沦为國会第三大党。1937年1月，該黨與其他政黨合并。